# Scorpaena onaria
Scorpaena onaria behoort tot het geslacht Scorpaena van de familie van schorpioenvissen. Deze soort komt veel voor in Grote Oceaan van Japan tot Korea en Taiwan De vis wordt maximaal 30 cm groot en leeft op 220 tot 500 meter diepte op de bodem van open zee ("bentopelagisch"). Hij heeft grote, brede borstvinnen en geen zwemblaas, die hij als bodemvis niet nodig heeft. De rugvin heeft 12 stekels en 10 vinstralen en anaalvin heeft 3 stekels en 5 vinstralen.
In het Nederlands wordt de vis soms als rode schorpioenvis aangeduid.